# 龐通海灘 (伊利諾伊州)
龐通海灘（英語：Pontoon Beach）是位於美國伊利諾伊州麥迪遜縣的一個村落。

## 地理
龐通海灘的座標為38°43′34″N 90°03′38″W / 38.72611°N 90.06056°W，而該地最高點為海拔高度125米（即410英尺）。

## 人口
根據2010年美國人口普查的數據，龐通海灘的面積為32.53平方千米，當中陸地面積為25.94平方千米，而水域面積為6.59平方千米。當地共有人口5836人，而人口密度為每平方千米179人。